# Torrota d'en Pasteres
Torrota d'en Pasteres és una obra de Subirats (Alt Penedès) declarada bé cultural d'interès nacional.

## Descripció
Torre de paredat i tapia situada al peu del castell de Subirats, damunt de la plana de Sant Sadurní d'Anoia, per sobre de la torre Ramona. És un edifici de planta quadrada, els primers 5 metres són de paredat o maçoneria i la resta és de tàpia.
La porta està orientada cap al nord però no se situa a la base del mur sinó uns pams més amunt; els seus muntants són fets amb carreus o pedres i la coberta d'aquesta obertura és una gran llosa plana. A la façana sud hi ha, al mateix nivell de la porta, una finestreta delimitada per llosetes; també hi ha finestres semblants als costat est i oest.
Hi ha algunes cel·les per a coloms, especialment als murs de l'est, sud i oest. La funció de colomar no deuria ser, però, la principal en un moment inicial; probablement hi degué ésser introduïda més tard, potser al final de l'edat mitjana, a causa de la facilitat que representava treballar el fang i potser per la proximitat del castell de Subirats.

## Història
No s'ha localitzat cap notícia documental que pugui fer referència a aquesta torre identificada erròniament com a columbari romà. Per les seves característiques constructives sembla que es tracta en origen d'una torre defensiva de difícil datació; és possible que fos bastida, en els segles XIII o XIV, pel senyor del lloc, en el mateix moment en què a Gelida es feien reformes i s'estaven construint grans murs de tàpia però tampoc es pot descartar totalment que fos construïda en època islàmica, cap al 800. Vers la darreria de l'edat mitjana també fou usada com a colomar.